# Острозька друкарня

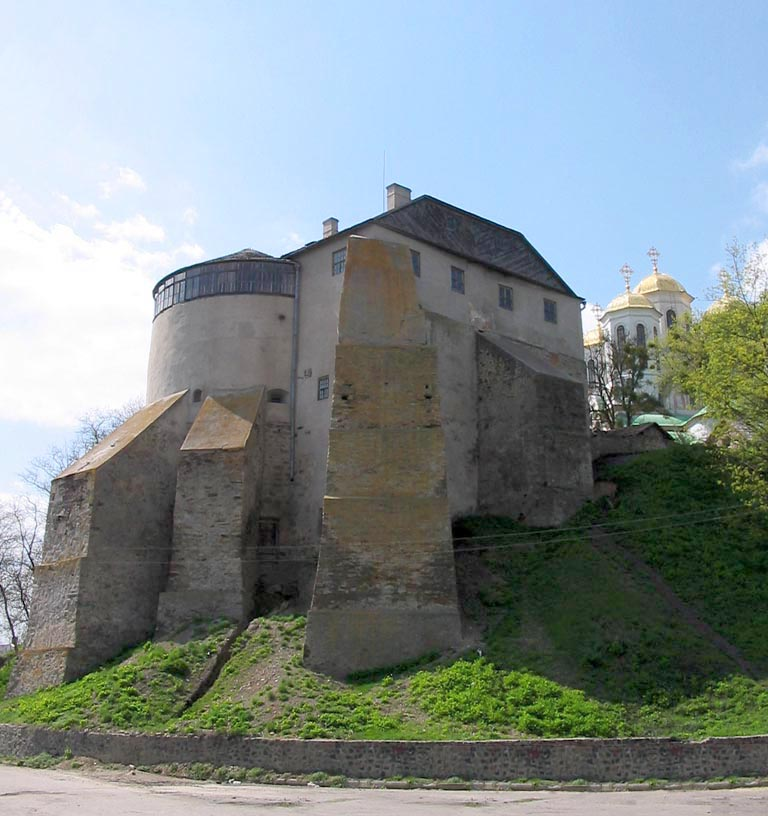
Острозький замок

Острозька друкарня — найдавніший після Львова осередок друкарства на українських теренах. Заснована Іваном Федоровичем з ініціативи й на кошти князя Костянтина Василя Острозького у 1577—1579 роках.

## Історія
За даними Івана Огієнка, ідея заснування Острозької друкарні зародилася в князя Костянтина Острозького під впливом спілкування з князем Курбським, який також заснував у себе при дворі школу й охоче запрошував до себе вчених.
Головною метою князя Острозького був видрук повного тексту Біблії церковнослов'янською мовою. Вже з 1570-х років князь почав шукати необхідні для публікації біблійні списки. Водночас він підшукував вчених людей, які були б здатні реалізувати цей амбітний проект.
Близько 1574 року князь Острозький запізнався з московським вигнанцем, друкарем Іваном Федоровичем і в травні того ж таки року запросив до себе на службу. Невдовзі Федорович переїхав до Острога. Проте друкування довелося відкласти, оскільки наявні списки не відповідали вимогам князя та його вчених людей. Посланці князя обійшли багато монастирів у Греції, Сербії, Болгарії, відвідали Рим і Константинополь.
Тим часом князь Острозький призначив Федоровича управителем друкарні Дерманського монастиря. Федорович пропрацював там два роки, очікуючи повернення всіх посланців князя зі списками Біблії.
Нарешті 1576 року Федорович переходить до Острога й остаточно упоряджує друкарню за перше півріччя 1577-го. За допомогою Лавріна Пилиповича, можливо у Львові, а не в Острозі, Федорович відливає біблійні черенки. Друкарня почала повноцінно працювати в першій половині 1577. Робота почалася зі славнозвісної Біблії. Проте праця застрягла на півдорозі, оскільки основний текст вироблявся Острозькою Академією надто повільно.
Тим часом князь Острозький розпорядився надрукувати Новий Завіт та Псалтир, який був надрукований 1580 року й став першою книжкою друкарні. Одночасно на 52 аркушах було надруковано предметний покажчик до Нового Завіту.
Повний текст Біблії, після багаторічної роботи, було надруковано 12 серпня 1581. Острозька Біблія — найважливіша книжка, надрукована в Острозі. Біблія друкувалася окремими частинами, що пояснює окрему пагінацію цих частин (276, 180, 30, 56, 78 аркушів та 8 аркушів передмов, разом — 628 аркушів, або 1256 сторінок). Біблія мала передмову, написану князем Острозьким. Кілька сот примірників Біблії Федорович продав у Львові.
1582 року після непорозуміння з князем Острозьким Федорович повертається до Львова. Проте друкарня продовжує працювати. Загалом тут було надруковано не менше 25 назв книжок.
Доля Острозької друкарні остаточно не з'ясована. За одними свідченнями, вона була передана княгинею Анною єзуїтам. Існує також переказ, що Лаврська друкарня почалася з друкарні Острозької.
1648 року козаки, розбивши польське військо Д. Заславського, взяли Острог і спалили костел, єзуїтську колегію та друкарню.

## Розташування
Острозька друкарня знаходилася в передзамку (замок дальній), поряд з Острозькою Академією, неподалік від церкви св. Миколая. Можливо, неподалік знаходилася закладена князем Острозьким папірня.

## Друкарі Острозької друкарні
У післямові до Біблії 1581 року Федорович пише, що працював не сам, а разом зі своїми однодумцями й соратниками. Серед них, напевне, були:
- Іван Федорович (син)
- Гринь Іванович із Заблудова (учень)
- Сідляр Сачко Сенькович (учень Федоровича зі Львова)
- Корунка Семен (учень Федоровича зі Львова)
- отець Мина (знайомий князя Курбського)
- пресвитер Василь[5]

## Друки Острозької друкарні

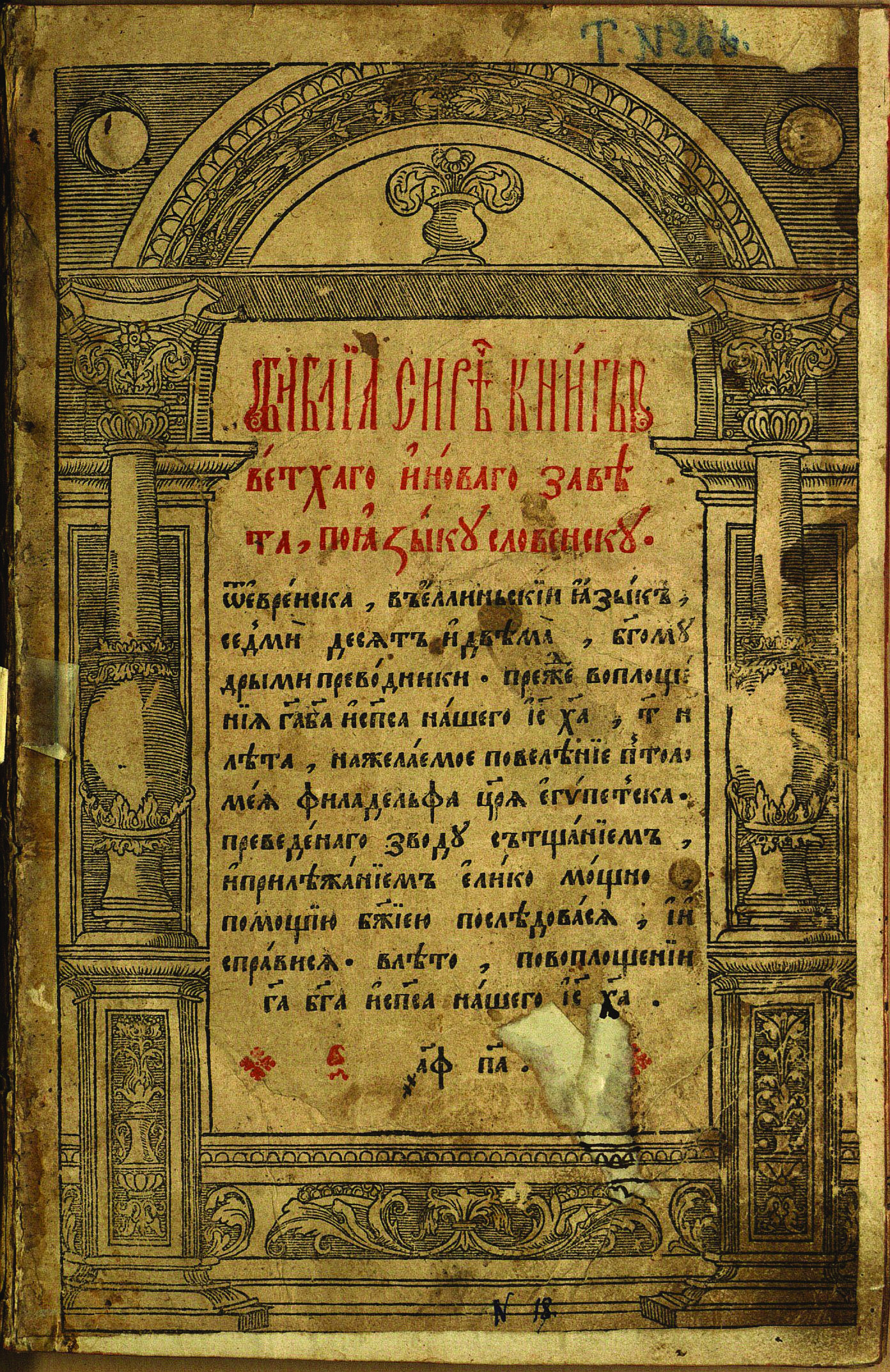
Острозька біблія

## Друки Острозької друкарні[6]
1. Новий Завіт з Псавтирем, 1580
2. Собраніє вещей нужніших — покажчик до Нового Завіту Тимоха Михайловича, 1580
3. Острозька біблія, 1581
4. Хронологія Римші, 1581
5. Листи Патріарха Єремії, бл. 1584
6. Како подобаєт знаменоватися, бл. 1587
7. Герасим Смотрицький, Ключ Царствія Небеснаго, 1587
8. Ставленича грамота, 1587
9. Исповиданіє о исхожденіи Св. Духа, 1588
10. О єдиной истинной Православной Вірі, 1588
11. Книга о постнічестві, 1594
12. Маргарит, 1595
13. Костянтин Острозький, Обвіщаніє (про православність Грецької церкви), 1595
14. Филалет, Апокризис, 1598
15. Книжиця в 10 розділах, 1598
16. Часослов, 1598
17. Псавтир слідування, 1598
18. Клірик Острозький. Отпис на лист... Іпатія володимирського і берестейського єпископа, 1598
19. Друга відповідь Клирика Острозького, 1599
20. Часослов, 1602
21. Лямент, 1603
22. Требник, 1606
23. Молитвослов, 1606
24. Лікарство на оспальний умисл, 1607
25. Житіє Марії Єгипетської, без дати